# Wu Yi (Tres Regnes)
|  | Per altres persones anomenades igual, vegeu Wu Yi. |

En aquest nom xinès, el cognom és Wu.
Wu Yi (mort el 237 EC), nom estilitzat Ziyuan (子遠), va ser un general militar de Shu Han durant l'era dels Tres Regnes de la història xinesa.

## Biografia
Wu Ziyuan tenia el nom de Yi, i era originari de Chenliu. Ell va seguir a Liu Yan cap a Shu. Durant l'època de Liu Zhang va ocupar el càrrec de General de Cavallers de la Casa (Zhonglang Jiang), i va ser un dels generals que s'oposà a Liu Bei (el Primer Sobirà de Shu Han) a Fu, tot i això més tard es va rendir a aquest. Després que Liu Bei pacificà Yizhou, Wu Yi va ser fet General de l'Exèrcit de Suport que Ataca els Rebels (Hujun Taoni Jiangjun) i la germana menor de Wu Yi va ser presa com esposa pel primer sobirà Liu Bei.
En el 221 EC (el primer any Zhang Wu), ell va ser fet el comandant de Guanzhong. En el vuitè any Jianxing, Wu Yi i Wei Yan entraren en la regió de Nanan, derrotant-hi el general de Cao Wei, Fei Yao, i va ser promogut de Marquès de Districte (Tinghou) a Marquès del Gran Districte de Gaoyang (Gaoyang Xiang Hou) i a General de l'Esquerra. El dotzè any Jianxing, el Primer Ministre Zhuge Liang va faltar i Wu Yi va ser fet comandant a Hanzhong, General de Carruatges i Cavalleries, el governador provisional de Yongzhou (Yongzhou era encara en mans de Cao Wei) i va ser ascendit a Marquès de Qiyang.
Wu Yi va transir en el quinzè any de Jianxing (el 237 EC), morí exercint les seves funcions i sense un hereu.